# Ставицький Віктор Михайлович
Ставицький Віктор Михайлович  (нар. 17 липня 1938, Миколаїв, Українська РСР, СРСР — пом. 26 жовтня 2020, Миколаїв, Україна) — український інженер-кораблебудівельник і громадський діяч.

## Життєпис
Народився у родині військового. Батько, Михайло Михайлович Ставицький (майор, начальник полкової школи 44-го полку Сивашської дивізії) — загинув у перші місяці Другої світової війни. Вихованням Віктора та його старшої сестри Галини займалася мати — Євгенія Михайлівна, уроджена Годлевська.
У 1952 році закінчив середню школу № 18, у 1956 — Миколаївський суднобудівний технікум. З серпня 1956 року працював на суднобудівному заводі імені 61 комунара. Протягом 1957—1960 років перебував на військовій службі у місті Потсдам в Німеччині. Після демобілізації у грудні 1960 року повернувся до Миколаєва і продовжив роботу на заводі інженером-технологом.
У 1963 році був обраний секретарем комітету комсомолу. Активно займався громадською діяльністю, зокрема велику увагу приділяв роботі з молоддю: підвищенню трудової дисципліни та культури виробництва, покращенню житлово-побутових умов, здобуттю освіти тощо. Без відриву від виробництва закінчив Миколаївський кораблебудівний інститут імені адмірала С. Й. Макарова та отримав спеціальність інженера-кораблебудівельника.
У грудні 1966 року був призначений на посаду будівельника корпусної частини, у 1968 — старшого будівельника, у 1969 — старшого будівельника корабля. У 1974 році став заступником головного будівельника по ремонту та модернізації кораблів, а у 1977 — начальником корпусно-збирального цеху. У 1984 році був призначений головним будівельником відділу спеціального кораблебудування. В ті роки були побудовані великі кораблі для ВМФ СССР, Республіки Індія, а також крейсери «Слава», «Маршал Устинов» та «Червона Україна».
Протягом 1980—1988 років займав посаду начальника групи гарантійних спеціалістів по передачі Республіці Індія побудованих заводом кораблів та гарантійному обслуговуванню за місцем їхнього базування. Під час роботи побував у службових відрядженнях у Великій Британії, США, Китаї, Японії, Південному Ємені, Греції, Єгипті, Шрі-Ланці та інших країнах. Протягом  2011—2015 років був радником генерального директора заводу.
Став одним з організаторів відновлення розграбованого вандалами надгробного пам'ятника В. М. Андріанова. За його ініціативою та активною участю у 2013 році відбулася підготовка та святкування 100-річчя від дня народження В. М. Андріанова, 225-річчя заводу.
За свою багаторічну працю відмічений медалями, почесними знаками та грамотами, подяками, преміями. У 1998 році міністром оборони України, генералом армії О. І. Кузьмуком нагороджений кортиком ВМС України.
Помер 26 жовтня 2020 року в Миколаєві.

## Родина
- дружина Ставицька Тамара Федорівна;
- донька Рибалко Світлана Вікторівна, онук Сергій, онука Вікторія, правнучка Дар'я, правнук Віктор;
- донька Ставицька Олена Вікторівна, онук Володимир, онука Емілія.